# Flueggea gracilis
Flueggea gracilis är en emblikaväxtart som först beskrevs av Elmer Drew Merrill, och fick sitt nu gällande namn av Petra Hoffm.. Flueggea gracilis ingår i släktet Flueggea och familjen emblikaväxter. Inga underarter finns listade i Catalogue of Life.